# 東京都道152号中神停車場線
東京都道152号 中神停車場線（とうきょうとどう152ごう なかがみていしゃじょうせん）は、東京都昭島市朝日町のJR中神駅から、同市中神町の東京都道29号立川青梅線交点に至る道路である。

## 情報
- 陸上距離：828m
- 起点：東京都昭島市朝日町（中神駅）
- 終点：東京都昭島市中神町（中神坂交差点＝東京都道29号立川青梅線交点）

## 交通状況
- 平成22年（2010年）度時点の道路交通センサスによる当道の自動車類交通量について、小型車4,686台、大型車741台、合計5,427台である（24時間交通量、上下合計）[1]。

## 交差・接続している道路
- 東京都道29号立川青梅線（奥多摩街道、東京都昭島市）中神坂交差点

## バス路線
中神駅からは昭島コミュニティバス「Aバス」が乗り入れているが、当道を通るのは主に東ルートのAバスであり、中神駅（南口側）から中神坂交差点までの当道全区間を通っている（行き先は東中神駅や昭島駅など各地区を廻っている）。

## 周辺の施設
- JR青梅線中神駅